# Diaphoreolis lagunae
Diaphoreolis lagunae is een slakkensoort uit de familie van de Cuthonidae. De wetenschappelijke naam van de soort werd in 1926, als Hervia lagunae, voor het eerst geldig gepubliceerd door O'Donoghue. Deze tot 14 mm grote zeenaaktslak wordt gekenmerkt door oranje rinoforen en ceratale punten, ondoorzichtige witte orale tentakels en middenlijn op de achterste voet en een donkere, meestal zwarte ceratale spijsverteringsklierkanaal.

## Verspreiding
Deze soort is geregistreerd waargenomen langs de oostelijke Pacifische kust van Noord-Amerika van Curry County (Oregon) in de Verenigde Staten tot Baja California in Mexico.